# Веселков, Никон Зосимович
Никон Зосимович Веселков (3 апреля 1906 — 18 ноября 2001) — советский капитан рыбопромысловых судов, Герой Социалистического Труда (1963).

## Биография
Родился 3 апреля 1906 года в деревне Долгое Архангельского уезда Архангельской губернии (ныне Приморского района Архангельской области) в поморской семье, где кроме него было ещё 10 детей. Детство будущего капитана прошло в Соломбале — историческом районе Архангельска, располагающемся на Соломбальских островах в дельте Северной Двины. С детства Никон вместе с отцом ходил в море, перенимая опыт рыбака. В 1930 году окончил Архангельский морской техникум, после чего работал на рыболовных траулерах — штурманом, старшим помощником, а с 1935 года — капитаном.

В 1941 году был назначен капитаном рыболовного траулера 309 «Мудьюжанин». Участник советско-финской и Великой Отечественной войн, Никон Весёлков в 1941 году в звании капитана-лейтенанта являлся командиром тральщика ТЩ-43, занимавшегося охраной водного района Северного Флота, сопровождением северных конвоев, тралением фарватеров, дозорной службой, перевозкой десантов и выполнением других заданий. В своём последнем письме друзьям Н. З. Веселков писал: 
В финскую и Великую Отечественную ежедневно находился в боевых походах, встречался с врагом, но у меня не было ни раненых, ни убитых членов экипажа. За это я всецело обязан только своим подчинённым, командирам и рядовому составу, бесстрашным труженикам моря. Я с гордостью могу сказать, что прожил не зря целую жизнь.
Демобилизовался в 1947 году, после чего продолжил работу в Архангельском траловом флоте капитаном РТ-292 «Петропавловск». С 1949 года занимал должность начальника управления Архангельского тралового флота, а двумя годами позже, в 1951 году, был назначен заместителем министра рыбной промышленности Литовской ССР.
С 1952 года Н. З. Веселков работал на судах Мурманского тралового флота, однако уже через 5 лет он вернулся в Архангельский траловый флот и с 1957 по 1963 год вновь являлся капитаном рыболовного траулера «Петропавловск». В 1966 году Веселкова перевели работать в Севастопольское управление океанического лова, там он побывал капитаном больших рыболовных судов «Аю-Даг», «Слава Севастополя» и других. На заслуженный отдых вышел в 75 лет, после того, как у него случился инфаркт миокарда.
Звание Героя Социалистического Труда было присвоено Никону Зосимовичу Веселкову указом Президиума Верховного Совета СССР от 13 апреля 1963 года за успехи в достижении высоких показателей добычи рыбы и производстве рыбной продукции. Одновременно Веселкову вручены орден Ленина и золотая медаль «Серп и Молот». Ещё в 1947 году, будучи капитаном «Петропавловска», разработал методику строгого учёта хозяйственной деятельности на траулере, которую позже, в 1959 году, ввели на все промысловые суда Северного бассейна. Ранее, в 1936 году, Никон Веселков получил 100 тысяч рублей авторского гонорара за экономически выгодное предложение по механической мойке рыбы. В 1963 году вышла книга Н. З. Веселкова — «Верным курсом», посвящённая его методике и опыту хозяйственной деятельности.
Проживал в Севастополе. Умер 18 ноября 2001 года на 96-м году жизни.

## Награды
- медаль «Серп и Молот»
- орден Ленина
- орден Красной Звезды
- медаль «За оборону Советского Заполярья»
- медаль «За победу над Германией в Великой Отечественной войне 1941—1945 гг.»
- медаль «За доблестный труд в Великой Отечественной войне 1941—1945 гг.»
- медаль «Ветеран труда»